# Anne Vondeling

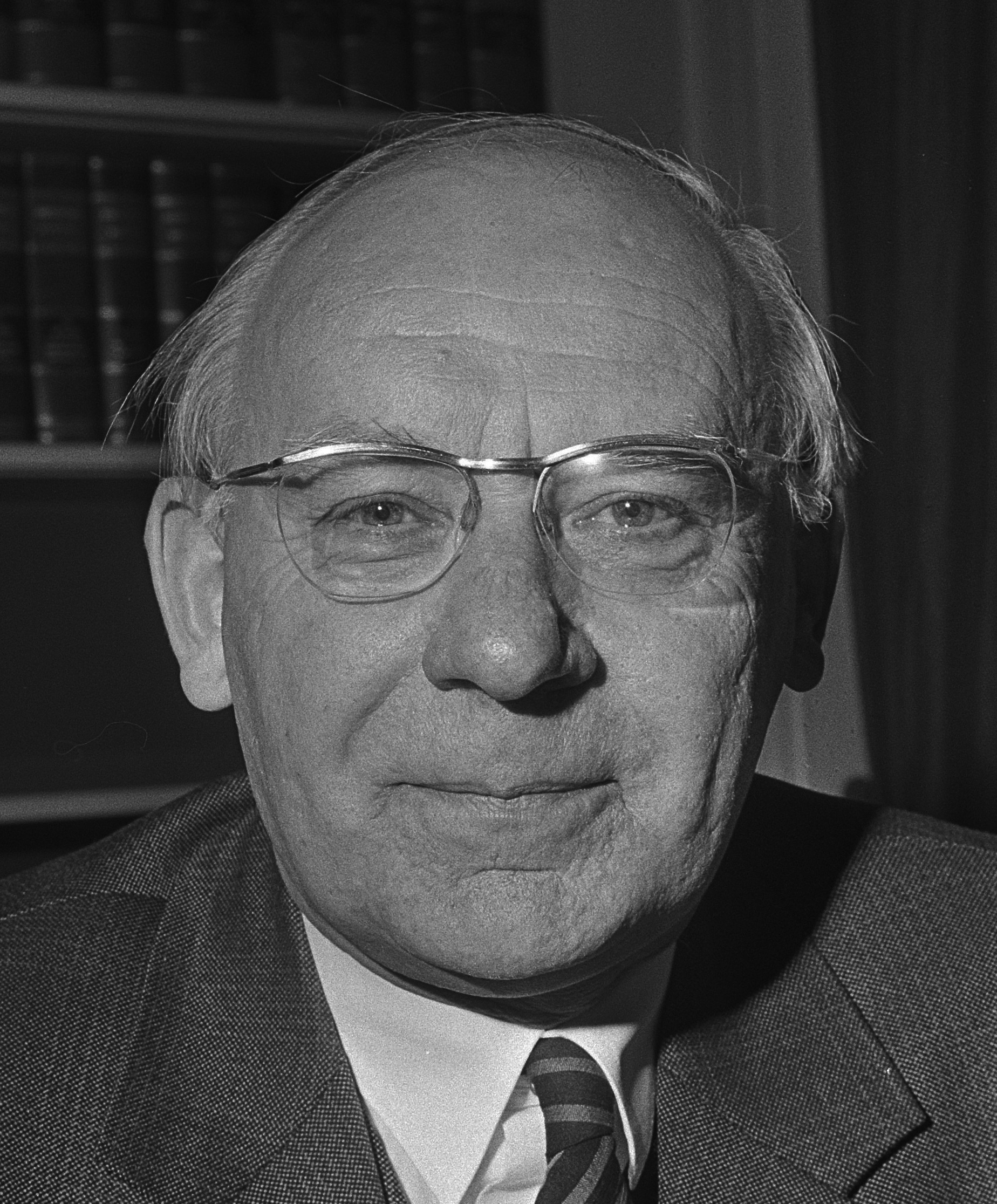
Anne Vondeling (1971)

Anne Vondeling (* 2. März 1916 in Appelscha; † 22. November 1979 in Mechelen) war ein niederländischer Politiker (PvdA).
Vondeling besuchte eine Schule in Assen und studierte bis 1940 in Wageningen. Während des Zweiten Weltkriegs arbeitete er als Landwirtschaftsingenieur. Danach war er als Steuerberater tätig und promovierte an der Landwirtschaftlichen Hochschule in Wageningen. Von 1960 bis 1963 arbeitete er als Hochschullehrer an der Rijksuniversiteit Groningen.
Von 1962 bis 1966 war Vondeling Parteiführer der PvdA und von 1969 bis 1971 als Nachfolger von Sjeng Tans deren Vorsitzender. Er gehörte der Zweiten Kammer der Generalstaaten von 1946 bis 1979 an, bis auf seine Amtszeiten als Minister: 1958 war er Minister für Landwirtschaft, Fischerei und Ernährung im Kabinett Drees III, von 1965 bis 1966 war er im Kabinett Cals Finanzminister und Stellvertreter des Premierministers. Er gehörte dem Europarat von 1959 bis 1962 an. Am 7. Dezember 1972 wurde er zum Vorsitzenden der Zweiten Kammer gewählt, dieses Amt führte er bis zum Ausscheiden am 17. Juli 1979 aus.
1979 wurde Vondeling in das Europäische Parlament gewählt, starb allerdings nur wenige Monate nach der Wahl bei einem Autounfall im belgischen Mechelen. Nach ihm wurden die Anne-Vondeling-Stiftung sowie der Anne-Vondeling-Preis für politische Journalisten benannt.